# Tơ Tung
Tơ Tung là một xã thuộc tỉnh Gia Lai, Việt Nam.
Xã Tơ Tung có diện tích 103,17 km², dân số năm 1999 là 4.973 người, mật độ dân số đạt 48 người/km².